# Physorhynchus
Physorhynchus là chi thực vật có hoa trong họ Cải.